# Osmond Fisher
Reverend Osmond Fisher (* 17. November 1817 in Osmington, Dorset, England; † 12. Juli 1914 in Huntingdon, England) war ein englischer Geologe und Geophysiker.

## Leben und Karriere
Fisher studierte ab 1835 am Jesus College der Cambridge University. 1852 wurde er Mitglied der Geological Society of London und 1879 Ehrenmitglied des King’s College London. Fisher war einer der ersten Wissenschaftler, die die Mathematik in die Geologie einbrachten. Er untersuchte die Formationen von Dorsetshire, East-Agrlia und der Isle of Wight. Im Jahre 1858 wurde er Vikar in Elmstead und 1887 Rektor in Harlton bei Cambridge.
Fisher wurde 1893 mit der Murchison Medal und 1913 mit der Wollaston Medal ausgezeichnet.

## Schriften
- The Physics of the Earth’s Crust. 1881. 2. Auflage: Macmillan, London 1889. (Google Books)